# (743) Eugenisis
(743) Eugenisis planetoida z pasa głównego asteroid okrążająca Słońce w ciągu 4 lat i 244 dni w średniej odległości 2,79 au. Została odkryta 25 lutego 1913 roku w Landessternwarte Heidelberg-Königstuhl, w Heidelbergu przez Franza Kaisera. Nazwa pochodzi od greckiego słowa oznaczającego „dobre stworzenie” (nazwana dla uczczenia narodzin córki odkrywcy). Przed jej nadaniem planetoida nosiła oznaczenie tymczasowe (743) 1913 QV.